# Tasha Danvers

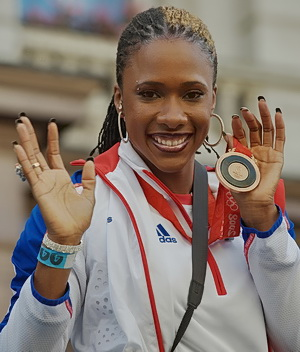
Tasha Danvers 2008

Natasha „Tasha“ Danvers (von August 2005 bis Januar 2008 Tasha Danvers-Smith; * 19. September 1977 im London Borough of Lambeth) ist eine ehemalige britische Hürdenläuferin, die sich auf die 400-Meter-Strecke spezialisiert hatte.
1996 nahm sie ein Angebot der University of Southern California an. Parallel zu einem Studium der Musikwirtschaft wurde sie 2000 NCAA-Meisterin.
Bei den Weltmeisterschaften 1999 in Sevilla noch im Vorlauf ausgeschieden, wurde sie bei den Olympischen Spielen 2000 in Sydney Achte.
2001 scheiterte sie bei den Weltmeisterschaften in Edmonton erneut im Vorlauf, siegte aber dafür bei der Universiade. Im Jahr darauf wurde sie Siebte bei den Europameisterschaften in München, und bei den Weltmeisterschaften 2003 in Paris/Saint-Denis kam sie ins Halbfinale.
2004 nahm sie eine Auszeit, um einen Sohn zur Welt zu bringen. Ihr Comeback hatte sie, für England startend, bei den Commonwealth Games 2006 in Melbourne, wo sie die Silbermedaille gewann. Einem siebten Platz bei den Europameisterschaften 2006 in Göteborg folgte ein achter Platz bei den Weltmeisterschaften 2007 in Osaka.
Ihren bislang größten Erfolg feierte sie bei den Olympischen Spielen 2008 in Peking. Mit ihrem persönlichen Rekord von 53,84 Sekunden gewann sie die Bronzemedaille hinter Melaine Walker (JAM) und Sheena Tosta (USA).
Tasha Danvers ist 1,74 m groß und wiegt 65 kg. Sie ist das Kind von jamaikanischstämmigen Eltern, die beide als Leichtathleten aktiv waren, und lebt mit ihrem Ehemann und Trainer Darrell Smith Jr. in Los Angeles.